# Nuoto sincronizzato ai campionati mondiali di nuoto 2017 - Duo (programma tecnico)
La gara del nuoto sincronizzato - duo tecnico dei campionati mondiali di nuoto 2017 è stata disputata il 14 e 16 luglio presso il parco Városliget di Budapest. La gara, alla quale hanno preso parte 40 coppie provenienti da 40 nazioni, si è svolta in due turni.
La competizione è stata vinta dalla coppia russa Svetlana Kolesničenko e Aleksandra Packevič, mentre l'argento e il bronzo sono andati rispettivamente alla coppia cinese Jiang Tingting e Jiang Wenwen e a quella ucraina Anna Vološyna e Yelyzaveta Yakhno.

## Programma
| Data           | Ora (UTC+2) | Turno       |
| -------------- | ----------- | ----------- |
| 14 luglio 2017 | 16:00       | Preliminari |
| 16 luglio 2017 | 11:00       | Finale      |

## Risultati
| Pos. | Atleta         | Nazione                                      | Preliminari | Preliminari | Finale          | Finale          |
| Pos. | Atleta         | Nazione                                      | Punti       | Pos.        | Punti           | Pos.            |
| ---- | -------------- | -------------------------------------------- | ----------- | ----------- | --------------- | --------------- |
| 1    | Russia         | Svetlana Kolesničenko Aleksandra Packevič    | 95,0062     | 1           | 95,0515         | 1               |
| 2    | Cina           | Jiang Tingting Jiang Wenwen                  | 92,9033     | 2           | 94,0775         | 2               |
| 3    | Ucraina        | Anna Vološyna Yelyzaveta Yakhno              | 90,6940     | 3           | 92,6482         | 3               |
| 4    | Giappone       | Yukiko Inui Mai Nakamura                     | 90,1304     | 4           | 92,0572         | 4               |
| 5    | Spagna         | Ona Carbonell Paula Ramírez                  | 89,2965     | 5           | 90,7507         | 5               |
| 6    | Italia         | Linda Cerruti Costanza Ferro                 | 87,8125     | 6           | 89,2463         | 6               |
| 7    | Canada         | Claudia Holzner Jacqueline Simoneau          | 87,7081     | 7           | 87,6523         | 7               |
| 8    | Austria        | Anna-Maria Alexandri Eirini-Marina Alexandri | 85,0805     | 9           | 85,7694         | 8               |
| 9    | Grecia         | Evangelia Papazoglou Evangelia Platanioti    | 85,8407     | 8           | 85,7439         | 9               |
| 10   | Messico        | Karem Achach Nuria Diosdado                  | 84,8320     | 10          | 85,2599         | 10              |
| 11   | Francia        | Charlotte Tremble Laura Tremble              | 83,8932     | 11          | 83,9734         | 11              |
| 12   | Stati Uniti    | Anita Alvarez Victoria Woroniecki            | 83,4526     | 12          | 83,4715         | 12              |
| 13   | Kazakistan     | Alexandra Nemich Yekaterina Nemich           | 83,2379     | 13          | Non qualificate | Non qualificate |
| 14   | Corea del Nord | Jang Hyon-ok Min Hae-yon                     | 81,5767     | 14          | Non qualificate | Non qualificate |
| 15   | Brasile        | Luisa Borges Maria Coutinho                  | 81,3024     | 15          | Non qualificate | Non qualificate |
| 16   | Bielorussia    | Iryna Limanouskaya Veronika Yesipovich       | 80,7824     | 16          | Non qualificate | Non qualificate |
| 17   | Paesi Bassi    | Bregje de Brouwer Noortje de Brouwer         | 80,3033     | 17          | Non qualificate | Non qualificate |
| 18   | Colombia       | Estefanía Álvarez Mónica Arango              | 77,8780     | 18          | Non qualificate | Non qualificate |
| 19   | Ungheria       | Szofi Kiss Dóra Schwarcz                     | 77,8583     | 19          | Non qualificate | Non qualificate |
| 20   | Rep. Ceca      | Alžběta Dufková Sabina Langerová             | 77,8287     | 20          | Non qualificate | Non qualificate |
| 21   | Germania       | Marlene Bojer Daniela Reinhardt              | 77,4030     | 21          | Non qualificate | Non qualificate |
| 22   | Svizzera       | Maxence Bellina Maria Piffaretti             | 77,0014     | 22          | Non qualificate | Non qualificate |
| 23   | Uzbekistan     | Anastasiya Ruzmetova Gulsanam Yuldasheva     | 76,2008     | 23          | Non qualificate | Non qualificate |
| 24   | Turchia        | Defne Bakırcı Mısra Gündeş                   | 75,8019     | 24          | Non qualificate | Non qualificate |
| 25   | Egitto         | Samia Hagrass Dara Tamer                     | 75,5396     | 25          | Non qualificate | Non qualificate |
| 26   | Liechtenstein  | Lara Mechnig Marluce Schierscher             | 74,9225     | 26          | Non qualificate | Non qualificate |
| 27   | Israele        | Eden Blecher Yael Polka                      | 74,8385     | 27          | Non qualificate | Non qualificate |
| 28   | Singapore      | Debbie Soh Miya Yong                         | 74,7393     | 28          | Non qualificate | Non qualificate |
| 29   | Slovacchia     | Petra Ďurišová Diana Miškechová              | 74,6111     | 29          | Non qualificate | Non qualificate |
| 30   | Argentina      | Camila Arregui Trinidad López                | 73,8927     | 30          | Non qualificate | Non qualificate |
| 31   | Malaysia       | Gan Hua Wei Lee Lee Yhing Huey               | 73,1753     | 31          | Non qualificate | Non qualificate |
| 32   | Bulgaria       | Daniela Bozadzhieva Hristina Damyanova       | 72,4098     | 32          | Non qualificate | Non qualificate |
| 33   | Portogallo     | Maria Gonçalves Cheila Vieira                | 71,7694     | 33          | Non qualificate | Non qualificate |
| 34   | Polonia        | Julia Mikołajczak Swietłana Szczepańska      | 69,6699     | 34          | Non qualificate | Non qualificate |
| 35   | Costa Rica     | Fiorella Calvo Natalia Jenkins               | 69,2287     | 35          | Non qualificate | Non qualificate |
| 36   | Sudafrica      | Emma Manners-Wood Laura Strugnell            | 67,3661     | 36          | Non qualificate | Non qualificate |
| 37   | Nuova Zelanda  | Eva Morris Jazzlee Thomas                    | 66,8577     | 37          | Non qualificate | Non qualificate |
| 38   | Cuba           | Arisnelvis Arisnelvis Carysney García        | 66,1458     | 38          | Non qualificate | Non qualificate |
| 39   | Hong Kong      | Haruka Kawazoe Christie Poon                 | 63,7011     | 39          | Non qualificate | Non qualificate |
| 40   | Filippine      | Ruth Abiera Allyssa Salvador                 | 55,5266     | 40          | Non qualificate | Non qualificate |